# Sirnagalih (Bantarkalong)
Sirnagalih is een bestuurslaag in het regentschap Tasikmalaya van de provincie West-Java, Indonesië. Sirnagalih telt 4141 inwoners (volkstelling 2010).